# Solarjet
Solarjet (vor 2012: Inem) ist eine österreichische Rock und Pop-Band, die 2012 von René Podesser, Manuel El_Tohamy, Christian Herbst und Thomas Lugger gegründet wurde. Ursprünglich stammen alle Bandmitglieder aus Kärnten, lebten und arbeiteten aber für mehrere Jahre in Salzburg. Seit 2021 wurde aus der Band ein Duo, bestehend aus René Podesser und der Salzburgerin Sabrina Podesser. 

## Geschichte
Im Mai 2013 spielte Solarjet, neben Bosse, als Support für die deutsche Band Silbermond in der Salzburg Arena. Anfang 2014 waren sie als Kandidat bei der österreichischen TV-Show Herz von Österreich dabei und tourten dann mit Mary Has a Gun durch Österreich. 2015 stieg die Band mit Platz 20 weit oben in die österreichischen Verkaufscharts ein, mehrere Touren durch den deutschsprachigen Raum und gemeinsame Konzerte mit den Guano Apes oder Kraftklub folgten. Unter dem Titel „Schultour“ besucht die Band auf ihren Touren auch immer wieder Schulen, um dort Konzerte zu spielen oder Workshops im Songwriting anzubieten. Mit "Zurück zu Dir" landete die Band 2018 ihren bisher größten Hit, produziert von Johannes Herbst (Mathea, Michael Patrick Kelly, uvm.). Seit der Veröffentlichung der Single "Labyrinth" ist die Band als Duo unterwegs. 

## Diskografie
Alben
- 2013: Scherben
- 2014: Ruhe nach dem Sturm
- 2015: Sonnenflug
- 2018:  Verlieren

Singles
- 2013: Einst in Berlin
- 2015: Magnet
- 2015: Schöne Welt
- 2016: Wenn das so ist (Remix Edition)
- 2018: Zurück zu dir

## Liste der Touren
- 2013: Solarjet
- 2014: Rennen wir die Mauern ein
- 2015–2016: Sonnenflug